# La Font de la Guatlla
La Font de la Guatlla este un cartier din districtul 3, Sants-Montjüic, al orasului Barcelona.